# Nikolái Borísovich Alekséyev
Nikolái Borísovich Alexéyev (en ruso: Николай Борисович Алексеев, 1912-1984), fue Embajador soviético.

## Biografía
Fue miembro del Partido Comunista de la Unión Soviética. Se graduó de la Universidad Estatal de Moscú en 1940. 
Entre 1943 y 1947 fue oficial de la misión de la Unión Soviética en Colombia. 
Entre 1947 y 1949 fue miembro del aparato central del Ministerio de Asuntos Exteriores soviético  (sucessor de la Comisaría del Pueblo de Asuntos Exteriores).
Entre 1949 y 1954 fue Encargado de negocios de la Unión Soviética en Montevideo, en Uruguay. 
Entre 1954 y 1959 fue miembro del aparato central del Ministerio de Asuntos Exteriores soviético. 
En 1959 fue asesor Principal de la Misión Permanente de la URSS en la Organización de las Naciones Unidas. 
Entre 1959 y 1966 fue Embajador Extraordinario y Plenipotenciario de la URSS ante la Argentina. 
Entre 1966 y 1968 fue miembro del aparato central del Ministerio de Asuntos Exteriores soviético. 
Entre 1968 y 1971 fue embajador Extraordinario y Plenipotenciario de la URSS cerca del gobierno de Eduardo Frei Montalva en Santiago de Chile, Chile. 
Entre 1971 y 1974 trabajó.
Entre 1974 y 1980 fue miembro del aparato central del Ministerio de Asuntos Exteriores soviético. 
Entre 1980 y 1981 fue Jefe del Departamento de países de América Latina en el Ministerio de Relaciones Exteriores.